# Miss George Washington
Miss George Washington er en amerikansk stumfilm fra 1916 af J. Searle Dawley.

## Medvirkende
- Marguerite Clark som Bernice Somers.
- Frank Losee som Altwold.
- Niles Welch som Cleverley Trafton.
- Florence Martin som Alice Altwold.
- Joseph Gleason som Paul Carroll.